# Johann Josef Demmel
Johann Josef Demmel (Ratisbona, 5 settembre 1890 – 30 novembre 1971) è stato un vescovo vetero-cattolico tedesco.
Era sposato con Tily Demmel.
| Controllo di autorità | VIAF (EN) 60031671 · ISNI (EN) 0000 0004 4718 2091 · GND (DE) 124992587 |